# Šen-nung-ťia (lesní obvod)
Šen-nung-ťia (čínsky pchin-jinem Shénnóngjià, znaky zjednodušené 神农架, tradiční 神農架) je jediný lesní obvod (lin-čchü) v Čínské lidové republice, patří do provincie Chu-pej. Lesní obvod je administrativní celek na úrovni okresu, je však přímo podřízen provinční vládě.
Obvod byl zřízen roku 1970 z částí sousedních okresů Pa-tung, Sing-šan, a Fang. Celý obvod má rozlohu 3 253 čtverečních kilometrů a v roce 2010 v něm žilo 76 140 lidí, z 95 % Chanů, zbývajících 5 % jsou vesměs Tchuťiaové.

## Poloha
Šen-nung-ťia leží na západě provincie Chu-pej. Hraničí městskými prefekturami Š’-jen (na severu), Siang-jang na severovýchodě, I-čchang na jihovýchodě, autonomní prefekturou En-š’ na jihu a s městem Čchung-čching na západě.

## Příroda
Lesní obvod Šen-nung-ťia je pojmenován podle horského masívu Šen-nung-ťia, který je východní a nejvyšší částí pohoří Ta-pa-šan. V obvodu je množství chráněných území, nejvýznamnější je státní přírodní rezervace Šen-nung-ťia, zařazená do sítě biosférických rezervací UNESCO a od roku 2016 i mezi světové dědictví UNESCO.

## Název
Název obvodu, resp. pohoří v něm ležícího se vztahuje k čínské mytologii a doslova znamená „Žebřík Šen-nunga“, Šen-nung, Božský rolník, je mytologická postava, vynálezce zemědělství; na svém ratanovém žebříku měl vystupovat na Nebesa a sestupovat z nich, žebřík se později proměnil ve zdejší pralesy.